# Mag het ff lekker gaan
Mag het ff lekker gaan is een lied van de Nederlandse rapper Sevn Alias in samenwerking met de Nederlandse rapper Josylvio. Het werd in 2018 als single uitgebracht en stond in hetzelfde jaar als zevende track op het album Recasso van Sevn Alias.

## Achtergrond
Mag het ff lekker gaan is geschreven door Sevaio Mook, Joost Theo Sylvio Yussef Dowib en Julien Willemsen en geproduceerd door Jack $hirak. Het is een nummer uit het genre nederhop. In het lied rappen de artiesten over hun goede leven, maar dat het nog beter kan. De bijbehorende videoclip is opgenomen in Egypte. De single heeft in Nederland de gouden status.
Het is niet de eerste keer dat de twee artiesten met elkaar samenwerken. Dit deden ze onder andere op Money like we, Cocaina (remix) en Alles of niets en ze herhaalden de samenwerking onder meer op de remixversie van Paper zien en op Hosselaar.

## Hitnoteringen
De artiesten hadden succes met het lied in de hitlijsten van het Nederlands taalgebied. Het piekte op de zevende plaats van de Nederlandse Single Top 100 en stond zeven weken in deze hitlijst. Er was geen notering in de Nederlandse Top 40; het kwam hier tot de vierde positie van de Tipparade. Ook de Vlaamse Ultratop 50 werd niet bereikt. Hier kwam het tot de 26e plek van de Ultratip 100.